# 中疃镇
中疃镇，是中华人民共和国安徽省亳州市利辛县下辖的一个乡镇级行政单位。

## 行政区划
中疃镇下辖以下地区：
镇北社区、周集村、后冯村、谢疃村、武楼村、中疃村、黄井村、黄牌坊村、狮沟村、高皇村、姜黄村、曙光村、楚桥村、代郢村、张寨村、徐大村和张板桥村。